# Aurelia Fătu-Răduțu
Aurelia Fătu-Răduțu (n. 12 iunie 1929, Vasiova – d. 27 septembrie 1972, București) a fost o interpretă de muzică populară din Banat.

## Biografie
S-a născut în 12 iunie 1929, la Vasiova, într-o căsuță modestă de pe str. Bârzăveni, la nr. 12. Fiind considerată una dintre cele mai valoroase interprete ale muzicii populare românești, după Revoluția Română din 1989, strada pe care a locuit în copilărie a primit numele artistei.
Tatăl Aureliei se numea Teodor Făt și era un lăcătuș originar din Dognecea. Mama solistei se numea Maria Ioan, originară din Vasiova.
În 1941, interpreta urmează Gimnaziul de Stat pentru Fete din Reșița, iar în 1949 absolvă Liceul Mixt tot din Reșița. A început să cânte de la 6 ani, iar primii profesori de muzică i-au fost Ion Românu și Miron Șoarec.
După unele informații, ministrul Carol Loncear, originar din Bocșa Montană, ar fi lansat-o în cariera ei artistică. În 1950, Aurelia intră la Conservatorul din București. Tot poetul Nicolae Sârbu o descrie pe solistă: „Era o femeie frumoasă, cu o ținută statuară, cu păr negru și ochi căprui, tipul bănățencei, iradiind în jur siguranță și bună dispoziție”.
În 1950, solista s-a căsătorit la București cu colonelul de aviație Ion Răduțu, iar în 1953 se naște unicul lor fiu, Adrian, care este inginer.
Se angajează, în 1950, la Orchestra „Barbu Lăutaru” (la vremea aceea, a Institutului de Folclor). Aici activează sub bagheta unor importanți dirijori, precum Ion Luca-Bănățeanu și Nicu Stănescu. Una din marile prietene ale Aureliei a fost solista Angela Moldovan, care i-a fost colegă în cadrul acestui ansamblu.
În 1953, artista debutează în spectacolele Teatrului „Constantin Tănase” din București, iar în 1955 este angajată la Ansamblul „Ciocârlia”, de unde începe marea ei carieră artistică. Prin anii ’50 vocea de aur a Aureliei Fătu-Răduțu umplea prioritar emisiunile de muzică populară de la Radio Timișoara și București. A realizat înregistrări la Radiodifuziunea Română cu dirijorii Ion Luca-Bănățeanu, Victor Predescu și George Vancu. Mai târziu, după 1962, solista are apariții frecvente și la TVR. A făcut turnee prin țară și în străinătate: U.R.S.S., China, Japonia, Franța, Italia, Anglia.
În 1986, la 14 ani de la decesul artistei, poetul Nicolae Sârbu scria, cu părere de rău, în ziarul Flamura din Reșița: „Nici o instituție culturală nu mi-a putut pune la dispoziție un disc al Aureliei Fătu-Răduțu, nici date biografice sau vreo referință critică de specialitate despre activitatea acestei interprete de excepție”.

## Decesul
În august 1972 Aurelia vine pentru ultima dată la Vasiova. Boala ei (cancer la gât) începe să-și facă efectul și nu mai putea cânta. Peste o lună, la 25 septembrie 1972, Aurelia Fătu-Răduțu murea la București.

## Distincții
- Medalia Muncii (12 decembrie 1957) „pentru merite deosebite în muncă”[2]
- titlul de Artist Emerit al Republicii Populare Romîne (18 august 1964) „pentru merite deosebite în activitatea desfășurată în domeniul teatrului, muzicii, artelor plastice și cinematografiei”[3]
- Ordinul „Meritul Cultural” clasa a III-a (19 decembrie 1967) „cu prilejul împlinirii a 20 de ani de la înființarea ansamblului de cîntece și dansuri «Ciocîrlia» al Ministerului Afacerilor Interne, [...] pentru merite deosebite și îndelungată activitate artistică”[4]